# Llista de zones arqueològiques de Sant Lluís
Llista de zones arqueològiques de Sant Lluís catalogades pel consell insular de Menorca com a Béns d'Interès Cultural en la categoria de zona arqueològica pel municipi de Sant Lluís. Alguns elements immobles prehistòrics poden tenir la categoria de monument. Vegeu també Llista de monuments de Sant Lluís.
| Monument                                                        | Tipus                       | Ubicació                               | Codi?                | Imatge                                                  |
| --------------------------------------------------------------- | --------------------------- | -------------------------------------- | -------------------- | ------------------------------------------------------- |
| Necròpolis d'Alcalfar / sa Cala. Es Barranc                     | Zona arqueològica           | Sant Lluís Alcalfar                    | ACF-01 RI-51-0003746 |                                                         |
| Peci d'Alcalfar / penyal de sa Torre                            | Jaciment submarí            | Sant Lluís Alcalfar                    | ACF-02               |                                                         |
| Restes d'Alcalfar Vell                                          | Zona arqueològica           | Sant Lluís Alcalfar                    | ACF-03               |                                                         |
| Jaciment d'habitació d'Alcalfar Vell                            | Zona arqueològica           | Sant Lluís Alcalfar                    | ACF-04               |                                                         |
| Necròpolis i sitjots de Binibèquer Nou / tanca de s'Era         | Zona arqueològica           | Sant Lluís Binibèquer Nou              | BBN-01 RI-51-0003733 |                                                         |
| Restes i tombes de Binibèquer Vell                              | Zona arqueològica           | Sant Lluís Binibèquer Vell             | BBV-01 RI-51-0003734 |                                                         |
| Assentament de Biniancollet / Bassa dels Hortals                | Zona arqueològica           | Sant Lluís Biniancollet                | BCL-01               |                                                         |
| Assentament de Biniancollet / Bassa de s'era                    | Zona arqueològica           | Sant Lluís Biniancollet                | BCL-02               |                                                         |
| Hipogeu de Biniancolla des Patrons                              | Zona arqueològica           | Sant Lluís Biniancolla des Patrons     | BCP-01               |                                                         |
| Sitjots, tombes i jaciment d'habitació de Binissafúller de Baix | Zona arqueològica           | Sant Lluís Binissafúller de Baix       | BFB-01               |                                                         |
| Restes de Binissafullet dels Antigots / tanca dels Antigots     | Zona arqueològica           | Sant Lluís Binissafullet dels Antigots | BFG-01 RI-51-0003744 |                                                         |
| Assentament de Binissafúller Nou, o de Binissafúller d'en Moisi | Zona arqueològica           | Sant Lluís Binissafúller Nou           | BFN-01 RI-51-0003743 |                                                         |
| Poblat de Binissafullet                                         | Zona arqueològica visitable | Sant Lluís Binissafullet               | BFT-01 RI-55-0000819 | Poblat de Binissafullet (Sant Lluís)                    |
| Necròpolis de Binissafúller / es Barranc                        | Zona arqueològica           | Sant Lluís Binissafúller               | BFU-01               |                                                         |
| Peci de Binissafúller                                           | Jaciment submarí            | Sant Lluís Binissafúller               | BFU-02               |                                                         |
| Talaiot de Biniancolla de Baix / sa Talaieta des Conradís       | Zona arqueològica           | Sant Lluís Biniancolla de Baix         | BIX-01               |                                                         |
| Jaciment d'habitació de Biniancolla de Baix                     | Zona arqueològica           | Sant Lluís Biniancolla de Baix         | BIX-02               |                                                         |
| Restes de Biniali                                               | Zona arqueològica           | Sant Lluís Biniali                     | BLI-01 RI-51-0003731 |                                                         |
| Sala hipòstila i talaiot de Biniparrell Gran / sa Talaia        | Zona arqueològica           | Sant Lluís Biniparrell Gran            | BPG-01 RI-51-0003740 |                                                         |
| Assentament de Biniparrell Gran                                 | Zona arqueològica           | Sant Lluís Biniparrell Gran            | BPG-02               |                                                         |
| Necròpolis de Biniparratx Gran / s'Olivera                      | Zona arqueològica           | Sant Lluís Biniparratx Gran            | BPR-01 RI-51-0003737 | Necròpolis de Biniparratx Gran / s'Olivera (Sant Lluís) |
| Talaiot de Biniparratx Gran / tanca des Cap d'en Font           | Zona arqueològica           | Sant Lluís Biniparratx Gran            | BPR-02               |                                                         |
| Poblat de Biniparratxet                                         | Zona arqueològica visitable | Sant Lluís Biniparratxet               | BPT-01 RI-55-0000677 | Poblat de Biniparratxet (Sant Lluís)                    |
| Assentament de Binirrament d'en Cavaller                        | Zona arqueològica           | Sant Lluís Binirrament d'en Cavaller   | BRA-01 RI-51-0003742 |                                                         |
| Talaiot de Biniarroca                                           | Zona arqueològica visitable | Sant Lluís Biniarroca                  | BRC-01 RI-51-0003732 | Talaiot de Biniarroca (Sant Lluís)                      |
| Peci del Cap d'en Font                                          | Jaciment submarí            | Sant Lluís Cap d'en Font               | CFO-01               |                                                         |
| Hipogeu i jaciment d'habitació de l'illa de l'Aire              | Zona arqueològica           | Sant Lluís Illa de l'Aire              | IDA-01               |                                                         |
| Peci de l'illa de l'Aire / escull dels Cagaires                 | Jaciment submarí            | Sant Lluís Illa de l'Aire              | IDA-02               |                                                         |
| Restes i sitjots de Rafalet Vell                                | Zona arqueològica           | Sant Lluís Rafalet Vell                | RFA-01 RI-51-0003750 |                                                         |
| Restes de Rafalet Vell                                          | Zona arqueològica           | Sant Lluís Rafalet Vell                | RFA-02               |                                                         |
| Talaiot de Rafalet Petit                                        | Zona arqueològica           | Sant Lluís Rafalet Petit               | RFP-01 RI-51-0003749 |                                                         |
| Cova de Son Remei                                               | Zona arqueològica           | Sant Lluís Son Remei                   | SEI-01               |                                                         |
| Cova de Son Ganxo                                               | Zona arqueològica           | Sant Lluís Son Ganxo                   | SGX-01               |                                                         |
| Jaciment funerari de Son Orfila                                 | Zona arqueològica           | Sant Lluís Son Orfila                  | SOR-01 RI-51-0003751 |                                                         |
| Talaiot i hipogeu de Torret / talaia des Vigia                  | Zona arqueològica           | Sant Lluís Torret                      | TET-01               |                                                         |
| Talaiot de Torret / pedrera des Pujol                           | Zona arqueològica           | Sant Lluís Torret                      | TET-03 RI-51-0003747 |                                                         |
| Sitjot de Torret                                                | Zona arqueològica           | Sant Lluís Torret                      | TET-06               |                                                         |
| Sitjot de Torret                                                | Zona arqueològica           | Sant Lluís Torret                      | TET-07               |                                                         |
| Cova de ses Figueretes                                          | Zona arqueològica           | Sant Lluís Torret de Baix              | TTB-01 RI-55-0000262 |                                                         |
| Restes de Torret de Dalt                                        | Zona arqueològica           | Sant Lluís Torret de Dalt              | TTD-01 RI-51-0003752 |                                                         |
| Hipogeu i restes de s'Ullastrar                                 | Zona arqueològica           | Sant Lluís S'Ullastrar                 | UES-01               |                                                         |
| Jaciment d'habitació de sa Vinya Vella                          | Zona arqueològica           | Sant Lluís Sa Vinya Vella              | VVE-01 RI-51-0003753 |                                                         |